# Guy Barker
Guy Jeffrey Barker (Chiswick, 26 dicembre 1957) è un trombettista e compositore britannico.

## Biografia
Figlio di un'attrice e di uno stuntman, ha iniziato a suonare all'età di dodici anni, entrando poi anche nella National Youth Jazz Orchestra. Allievo di Clark Terry, negli anni '80 ha suonato con John Dankworth, Gil Evans, Lena Horne e Bobby Watson.
Dal 1984 al 1992 ha fatto parte del quintetto di Clark Tracey. Ha anche collaborato con vari artisti come Ornella Vanoni, Sheena Easton, Paul McCartney, Amii Stewart, Rebecca Ferguson, Mutya Buena, Gianni Bella, James Morrison, Ivano Fossati, Lucio Battisti, Riccardo Cocciante, Renato Zero, Oleta Adams, Paul Young, Sting, Van Morrison, Kylie Minogue, Will Young.
Nel 2015 è stato nominato Membro dell'Ordine dell'Impero Britannico.

## Discografia parziale
- 1991 – Isn't It?
- 1994 – Into the Blue
- 1996 – Timeswing
- 1998 – What Love Is
- 1999 – The Talented Mr. Ripley - Soundtrack
- 2001 – Soundtrack
- 2007 – The Amadeus Project

Con Mike Westbrook
- 1982 - The Cortège